# Unión General de Trabajadores
La Unión General de Trabajadoras y Trabajadores (UGT) es una organización sindical obrera española. Fundada en el Congreso Obrero de Barcelona de 1888, comparte origen histórico con el Partido Socialista Obrero Español (PSOE). Ha evolucionando desde el clásico marxismo hacia una orientación socialdemócrata.

## Historia
La UGT fue fundada por un grupo de treinta y dos delegados, representantes de cuarenta y cuatro sociedades de oficios, el 12 de agosto de 1888 en Barcelona, durante un congreso obrero que tuvo lugar en el Teatro de Jovellanos, coincidiendo con la celebración de la Exposición Universal de Barcelona de 1888.

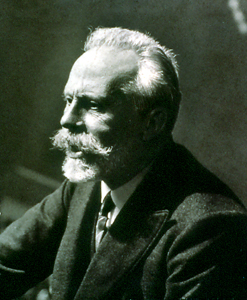
Pablo Iglesias, líder y fundador de UGT y del PSOE.

En los trabajos relacionados con dicha Exposición se había empleado a miles de personas en tareas de construcción, que realizaban su trabajo en duras condiciones, lo que había generado cierta conciencia de la necesidad de organizarse para defender sus intereses. En la segunda sesión, Pablo Iglesias Posse, un tipógrafo de origen gallego, propuso que la organización nacional de sociedades obreras que pretendían crear se denominase Unión General de Trabajadores.
La UGT nació en íntima relación con el socialismo marxista, a pesar de su apoliticismo estatutario.
En el periodo de la Primera Guerra Mundial se produjeron tácticas de acercamiento y unidad de acción con los anarcosindicalistas de la Confederación Nacional del Trabajo (CNT). Hasta su XIV Congreso de 1920 no asumió la lucha de clases como principio básico de la acción ugetista. Aunque nunca llegó a establecer un órgano mixto de conexión institucional con el Partido Socialista Obrero Español (PSOE), el sindicato sí estuvo relacionado con el partido desde su nacimiento, ya que hasta la década de los '80 la sindicación a UGT suponía la afiliación al PSOE y viceversa. Las relaciones con CNT se interrumpieron bruscamente al advenimiento de la dictadura de Miguel Primo de Rivera, en la que la UGT apostó por un distanciamiento posibilista frente al régimen, mientras que la CNT era prohibida y perseguida. En efecto, el general Miguel Primo de Rivera aplicó una política completamente diferente a la CNT y a la UGT. Mientras que intentó atraerse a los socialistas, provocando una división en su seno entre los partidarios y los contrarios a la colaboración con la Dictadura, sometió a la CNT a una represión implacable.
Durante la época de la Segunda República UGT rebasó el millón de afiliados. El último censo completo de afiliados del periodo se realizó en junio de 1932 y dio como resultado la cifra de 1 041 539. Pero en diciembre de ese mismo año uno de sus dirigentes, Trifón Gómez, corrigió esa cifra durante una reunión del Comité Nacional del sindicato: «Aprovecho esta ocasión para decir que el movimiento de la Unión General de Trabajadores no es del millón ni del millón doscientos mil del que se ha llegado a hablar. La realidad es de 797 796 afiliados, de los cuales están fuera del reglamento 199 860, y que hoy dentro del reglamento, adeudando uno o dos trimestres, no hay más de 597 846 afiliados». Con Largo Caballero al frente, fue el principal protagonista, junto con el PSOE, de la revolución de 1934.
Durante la Guerra Civil, llevó a cabo, junto con la Confederación Nacional del Trabajo, la Revolución social española de 1936 iniciada en la zona republicana tras el golpe de Estado de julio de 1936. De hecho su líder, Largo Caballero, asumió la presidencia del gobierno republicano a principios de septiembre de 1936. El periódico Las Noticias, fundado por Rafael Roldós, ejerció de portavoz de la UGT.

### Transición democrática

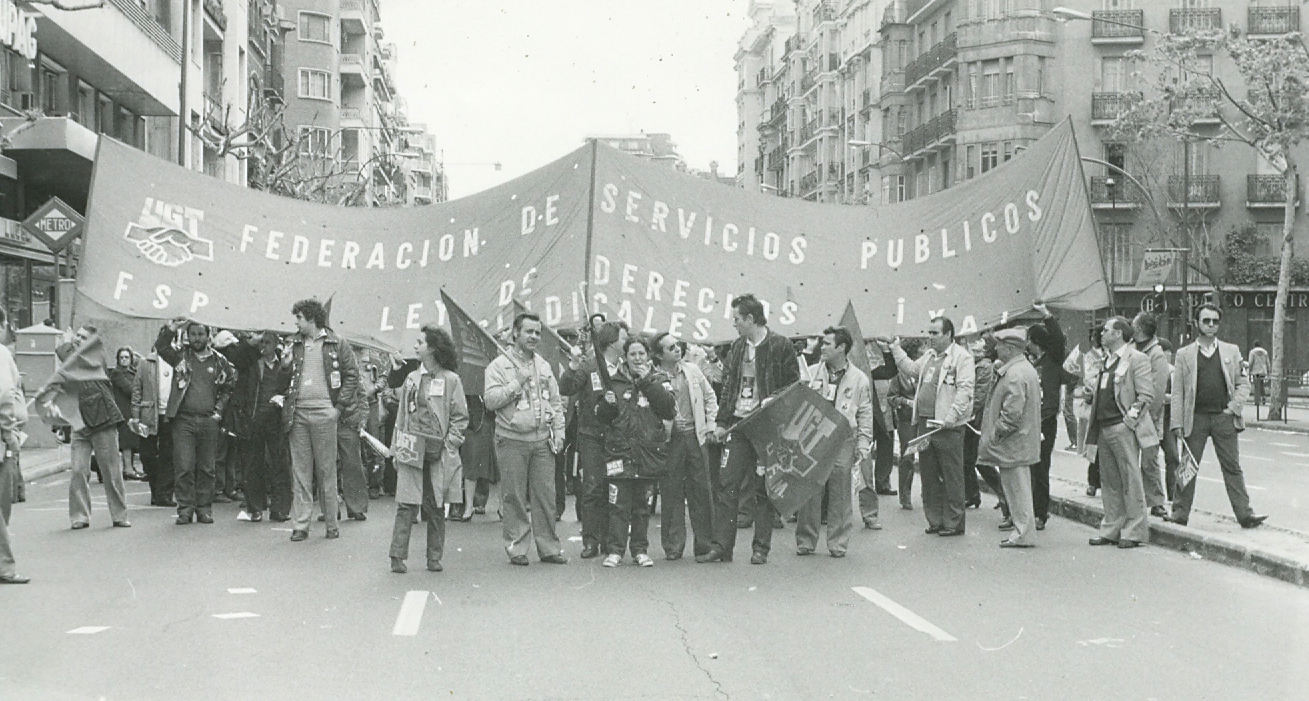
Concentración convocada por la Federación de Servicios Públicos de UGT en 1982 para reclamar la Ley de Libertad Sindical.

Tras el exilio forzado por la represión franquista, las actividades de la central pasaron de la clandestinidad durante la dictadura a su resurgimiento en el marco de la transición democrática, junto con Comisiones Obreras (CCOO), constituyéndose como las opciones con mayor afiliación en la España democrática. Desde la Transición hasta 1994 su secretario general fue el histórico sindicalista Nicolás Redondo; le sustituyó Cándido Méndez, reelegido en 1995, 1998, 2002, 2005 y 2009.
Convocó junto a CC.OO. las huelgas generales de 1988, 1992, 1994, 2002, 2010 y las dos de 2012 (la del 29 de marzo y la del 14 de noviembre). Alcanzó también la segunda posición como central sindical en número de delegados.
En el año 1994 tuvo que hipotecar todo su patrimonio en un crédito del ICO a causa de una deuda generada por la asunción de la totalidad de lo adeudado por su cooperativa de viviendas PSV tras su quiebra, que afectó a casi 20.000 cooperativistas. Posteriormente, Carlos Sotos exgerente de PSV fue condenado a dos años y cuatro meses de prisión menor por un delito de apropiación indebida sin lucro personal y a indemnizar a los casi 20 000 afectados. UGT declarado responsable civil subsidiario, tuvo que hacer frente a las indemnizaciones.

## Orientación y organización
La UGT se define como «una institución eminentemente de trabajadores, organizados por grupos afines de oficios y profesiones liberales que, para mantenerse en sólida conexión, respeta la más amplia libertad de pensamiento y táctica de sus componentes siempre que estos tiendan a la transformación de la sociedad, para establecerla sobre bases de justicia social, de igualdad y de solidaridad».
Desde su legalización en 1977, tras la dictadura franquista, UGT está estructurada internamente como una confederación sindical integrada por federaciones estatales que agrupan a los trabajadores en función de los diferentes sectores económicos. Para la coordinación de estas estructuras en los ámbitos administrativos territoriales existen las uniones de comunidad autónoma.

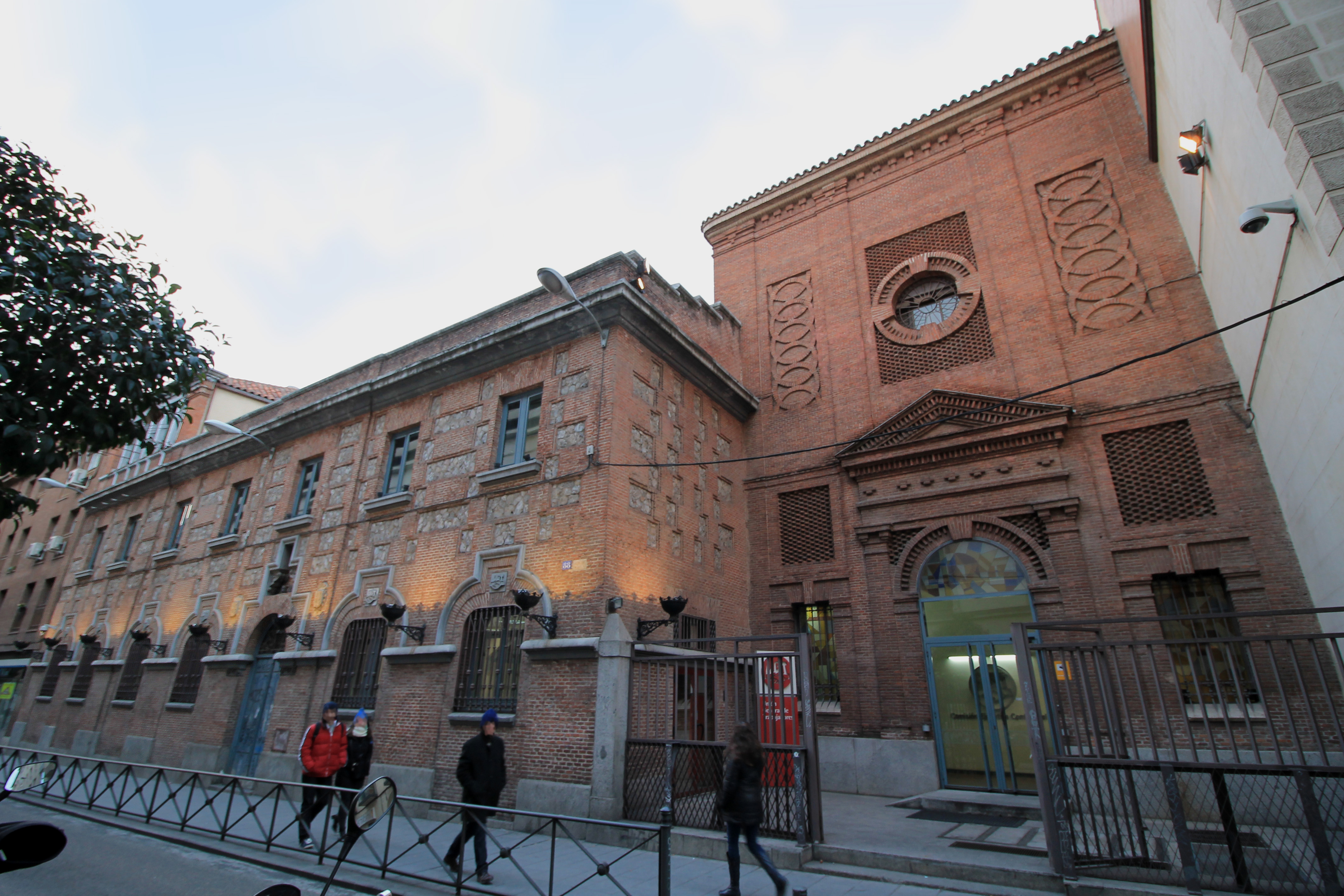
Sede confederal de UGT, en el antiguo convento de las Recogidas de Santa María Magdalena de Madrid, hasta 2016.

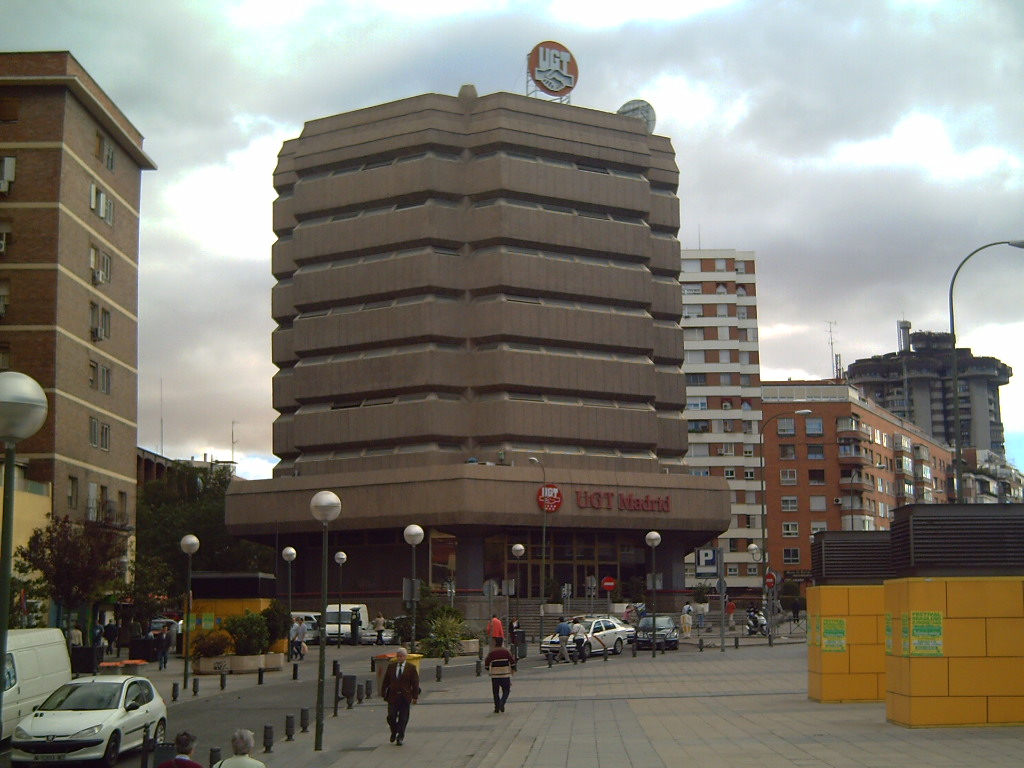
Sede de la UGT en la Avenida de América, Madrid.

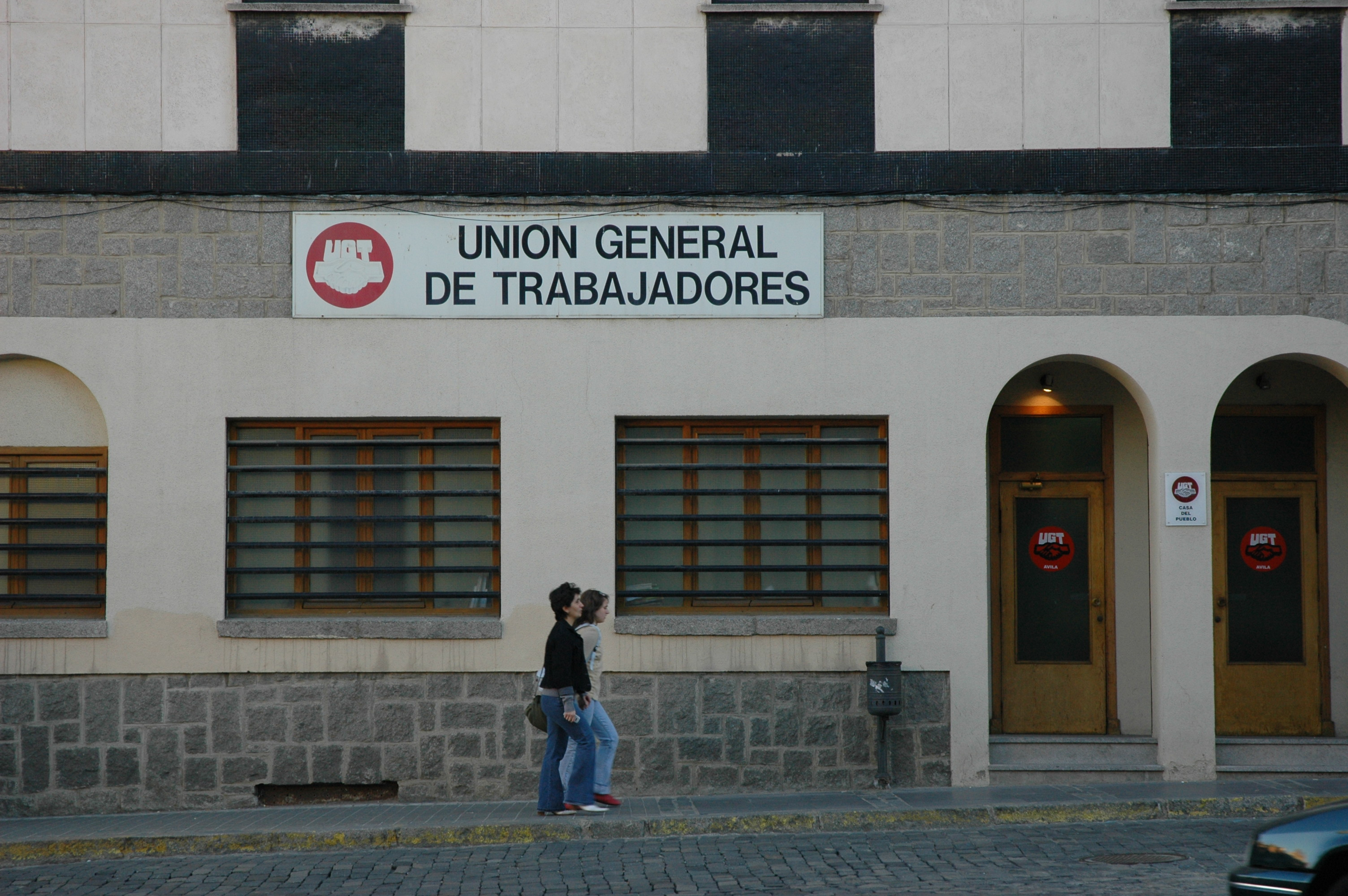
Sede de la UGT en Ávila.

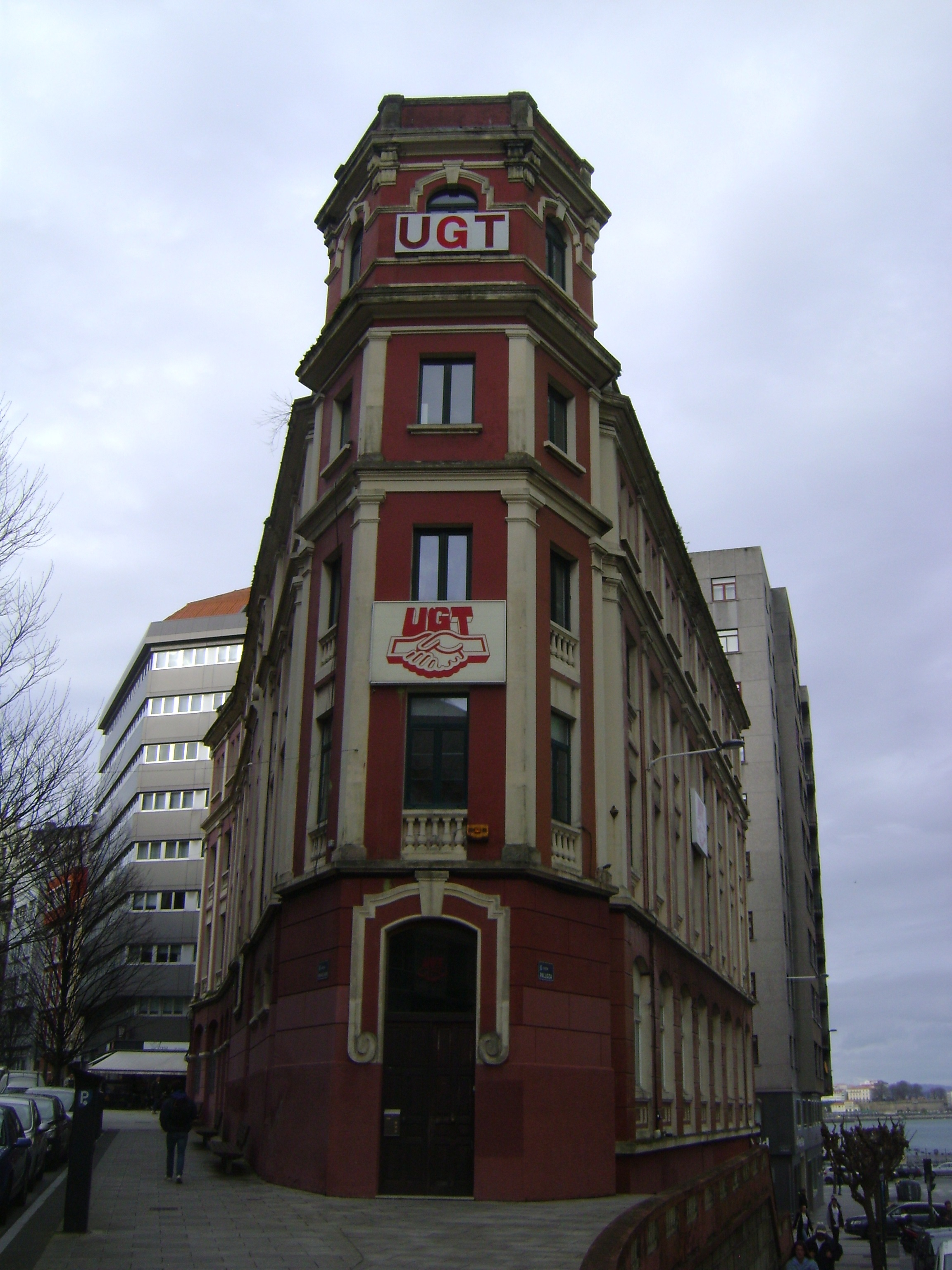
Sede de la UGT en La Coruña.

El principal órgano de dirección de UGT es el congreso confederal, que se reúne de forma ordinaria cada cuatro años y está compuesto por delegados elegidos democráticamente por las federaciones estatales (60 por ciento de los delegados) y las uniones de comunidad autónoma (40 por ciento). En el Congreso se eligen a los componentes de los restantes órganos de UGT.
La Comisión Ejecutiva Confederal es la dirección del sindicato. Tras el último Congreso, celebrado en Barcelona los dias 25 a 27 de noviembre de 2024, la composición de la CEC , quedó compuesta por :
- Secretario general: Pepe Álvarez Suárez
- Vicesecretaria general: Lola Navarro Giménez
- Vicesecretario general Area Interna: Rafael Espartero García
- Vicesecretario general de Política Sindical: Fernando Luján de Frías
- Secretario de organización : Andres J. Orta Pérez
- Secretario de Recursos y Estudios: Luis Pérez Capitán
- Secretaria Ejecutiva: Cristina Estévez Navarro
- Secretaria de Salud Laboral: Patricia Ruiz Martinez
- Secretario de Relaciones Internacionales: Jesús Gallego García
- Secretaria de Políticas Europeas: Mari Carmen Barrera Chamorro
- Secretario ejecutivo: Diego Martinez Isern
- Secretaria ejecutiva : Amparo Burgueño Luengo
- Secretaria ejecutiva : Alejandra de la Fuente Donoso.

El Comité Confederal es el máximo órgano de decisión entre congresos, y se reúne de manera ordinaria dos veces al año.
Tras el 43.º Congreso Confederal de UGT, celebrado en Valencia, se aprobó el cambio de nombre por el de "Unión General de Trabajadoras y Trabajadores de España", conservando el acrónimo UGT.
Comisiones Ejecutivas Confederales de UGT: desde 1888 hasta 2016 ha habido 47 ejecutivas.
Otros órganos confederales son la Comisión de Garantías y la Comisión de Control Económico.

### Estructura organizativa
Las Federaciones y Uniones Estatales, responden a la agrupación por oficios y son las siguientes:
- Industria, Construcción y Agro (FICA).
- Servicios, Movilidad y Consumo (FeSMC).
- Servicios Públicos (FeSP).
- Jubilados y Pensionistas (UJP).
- Unión de Trabajadores por Cuenta Propia (UTCP). La UTCP no es un organismo de UGT sino que agrupa a la UPA, Unión de Pequeños Agricultores, y a la UPTA, Unión de Profesionales y Trabajadores Autónomos, organismos estos últimos que actúan autónomamente aunque se les agrupe a efectos de calcular su representatividad dentro del sindicato y acudan a los congresos de UGT unificados en la UTCP.
- Unión de Pequeños Agricultores y Ganaderos (UPA)
- Unión de Profesionales y Trabajadores Autónomos (UPTA).

Las Uniones Territoriales se ajustan al mapa autonómico español, habiendo tantas uniones como autonomías y ciudades autónomas.
- Uniones Territoriales de la Unión General de Trabajadores.

- Sedes de la Unión General de Trabajadores en España.

### Otros órganos
- Fundación Francisco Largo Caballero
- Escuela Julián Besteiro
- Instituto Sindical de Cooperación al Desarrollo - ISCOD
- Sector Ferroviario y Servicios Turísticos de Castilla y León

## Congresos de la UGT

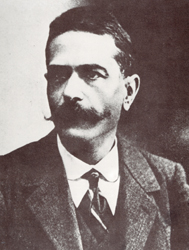
Antonio García Quejido, primer presidente de la Unión General de Trabajadores, elegido en el Congreso Obrero de Barcelona de 1888.

- Congreso Fundacional (Barcelona, agosto 1888). Antonio García Quejido es elegido presidente del nuevo sindicato socialista, denominado Unión General de Trabajadores de España a propuesta de Pablo Iglesias.
- II Congreso (Villanueva y Geltrú, 1890). García Quejido es reelegido presidente.
- III Congreso (Málaga, 1892). García Quejido abandona la presidencia del sindicato, siendo sustituido por Josep Comaposada i Gili.
- IV Congreso (Madrid, 1894). García Quejido se reincorpora a la dirección, como secretario. Es elegido presidente Basilio Martín Rodríguez.
- V Congreso (Valencia, 1896). Luis Zurdo Olivares es elegido presidente de la UGT; García Quejido es reelegido secretario junto con Toribio Reoyo.
- VI Congreso (Madrid, 1899). Se acuerda el traslado del Comité Nacional del sindicato de Barcelona a Madrid. Zurdo es sustituido por Pablo Iglesias, que ostentará la presidencia de la UGT hasta su muerte; García Quejido se mantiene en la secretaría y Francisco Largo Caballero se incorpora a la dirección sindical como tesorero.
- VII Congreso (Madrid, 1902). García Quejido y Largo Caballero son elegidos secretario y vicesecretario general, respectivamente.
- VIII Congreso (Madrid, 1905).
- IX Congreso (Madrid, 1908).
- X Congreso (Madrid, 1911). La UGT sustituye sus Sindicatos de Oficios por Sindicatos de Industrias, lo que mejora la capacidad reivindicativa del sindicato.
- XI Congreso (Madrid, 1914).
- XII Congreso (Madrid, 1916). Se aprueba el pacto con la CNT.
- XIII Congreso (Madrid, 1918).
- XIV Congreso (Madrid, 1920). Se rompe el acuerdo con la CNT.
- XV Congreso (Madrid, 1922).
- XVI Congreso (Madrid, 1928).
- XVII Congreso (Madrid, 1932). Julián Besteiro se alza con el liderazgo de la UGT y Francisco Largo Caballero renuncia a la secretaría general.[10][11]
- I Congreso en el exilio (Toulouse, 1944), Pascual Tomás es elegido secretario general.
- II Congreso en el exilio (Toulouse, 1946).
- III Congreso en el exilio (Toulouse, 1949).
- IV Congreso en el exilio (Toulouse, 1951).
- V Congreso en el exilio (Toulouse, 1953).
- XI Congreso en el exilio (Toulouse, 1971). Victoria de las tesis del sector renovador del interior sobre las del exilio. Nicolás Redondo es elegido secretario político del sindicato.
- XII Congreso en el exilio (Toulouse, 1973). Redondo es reelegido en su puesto.
- XXX Congreso Confederal (Madrid, abril de 1976): A la unidad sindical por la libertad. Se recupera la figura de secretario general, denominada secretario político desde 1971.
- Congreso Extraordinario de Unificación UGT-USO (Madrid, diciembre de 1977): El socialismo es nuestra unión.
- XXXI Congreso Confederal (Madrid, mayo de 1978): Y la lucha sindical continúa.
- XXXII Congreso Confederal (Madrid, abril de 1980): Un sindicalismo para todos.
- XXXIII Congreso Confederal (Madrid, junio de 1983): Desde el poder sindical a la solidaridad.
- XXXIV Congreso Confederal (Madrid, abril de 1986): El sindicato para una nueva sociedad.
- XXXV Congreso Confederal (Madrid, abril de 1990): UGT, el sindicato.
- XXXVI Congreso Confederal (Madrid, abril de 1994): Seguimos haciendo el sindicato, hoy. Cándido Méndez sustituye a Nicolás Redondo al frente de la secretaría general del sindicato.
- Congreso Extraordinario (Madrid, abril de 1995). Méndez es reelegido secretario general de UGT.
- XXXVII Congreso Confederal (Madrid, marzo de 1998): Empleo y solidaridad. UGT, por las 35 horas. Méndez es reelegido líder del sindicato.
- XXXVIII Congreso Confederal (Madrid, marzo de 2002): Tu fuerza, la Unión. Nuestra fuerza, la igualdad.
- XXXIX Congreso Confederal (Madrid, junio de 2005): Trabajo y progreso. Movilizándonos por los cambios. Cándido Méndez revalida su cuarto mandato al frente de la central sindical.
- XL Congreso Confederal (Madrid, abril de 2009): El Trabajo es primero. Cándido Méndez revalida su mandato al frente de la central sindical.
- XLI Congreso Confederal (Madrid, abril de 2013): La Unión por el Trabajo. Acción y Solidaridad. Cándido Méndez revalida su mandato al frente de la central sindical.
- XLII Congreso Confederal (Madrid, marzo de 2016): La Unión en pie. Pepe Álvarez accede a la Secretaría General del sindicato.
- XLIII Congreso Confederal (Valencia, mayo de 2021): REDvolución 6.0. Pepe Álvarez, respaldado por casi la totalidad de la organización, revalida su mandato.

## Líderes históricos
| Secretario general        | Mandato         |
| ------------------------- | --------------- |
| Antonio García Quejido    | 1899-1905       |
| Vicente Barrio            | 1905-1918       |
| Francisco Largo Caballero | 1918-1938       |
| José Rodríguez Vega       | 1938-1944       |
| Pascual Tomás             | 1944-1968       |
| Manuel Muiño Arroyo       | 1968-1971       |
| Dirección colegiada       | 1971-1976       |
| Nicolás Redondo           | 1976-1994       |
| Cándido Méndez            | 1994-2016       |
| Pepe Álvarez Suárez       | 2016-Actualidad |

| Presidente               | Mandato   |
| ------------------------ | --------- |
| Antonio García Quejido   | 1888-1892 |
| Josep Comaposada         | 1892-1894 |
| Basilio Martín Rodríguez | 1894-1896 |
| Luis Zurdo               | 1896-1899 |
| Pablo Iglesias           | 1899-1925 |
| Julián Besteiro          | 1925-1934 |
| Anastasio de Gracia      | 1934-1938 |
| Ramón González Peña      | 1938-1944 |
| Trifón Gómez             | 1944-1956 |
| Rodolfo Llopis           | 1956-1971 |

| Vicepresidente             | Mandato   |
| -------------------------- | --------- |
| Salvador Ferrer            | 1888-1890 |
| Basilio Martín Rodríguez   | 1890-1894 |
| Francisco Boltá            | 1894-1896 |
| José Batllori              | 1896-1899 |
| Vicente Barrio             | 1899-1902 |
| Cipriano Rubio             | 1902-1908 |
| Francisco Largo Caballero  | 1908-1918 |
| Julián Besteiro            | 1918-1928 |
| Andrés Saborit             | 1928-1934 |
| Vacante                    | 1934-1938 |
| Edmundo Domínguez Aragonés | 1938-1944 |
| Enrique de Francisco       | 1944-1947 |
| Vacante                    | 1947-1949 |
| Indalecio Prieto           | 1949-1950 |
| Vacante                    | 1950-1951 |
| Rodolfo Llopis             | 1951-1956 |
| Paulino Gómez Beltrán      | 1956-1965 |
| Miguel Armentia Juvete     | 1965-1969 |
| Virgilio Pierna Santos     | 1969-1971 |